# Березово (Пермасское сельское поселение)
Березово — деревня в Никольском районе Вологодской области.
Входит в состав Пермасского сельского поселения, с точки зрения административно-территориального деления — в Пермасский сельсовет.
Расстояние по автодороге до районного центра Никольска — 35 км, до центра муниципального образования Пермаса — 7 км. Ближайшие населённые пункты — Пахомово, Бродовица, Лесная Роща.
По переписи 2002 года население — 38 человек (16 мужчин, 22 женщины). Всё население — русские.